# Fade (Alan-Walker-Lied)

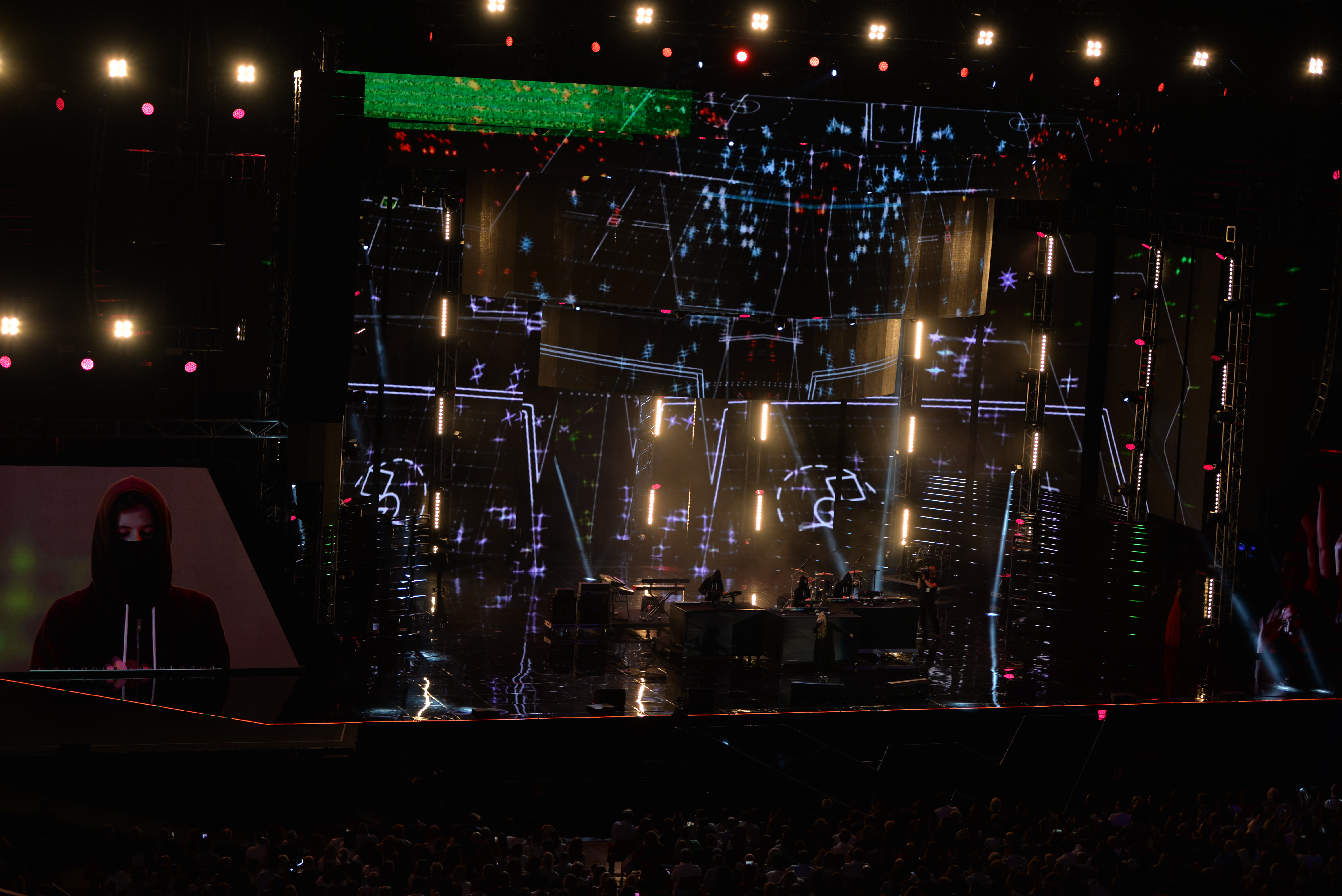
Liveperformance 2016 in der Arena von Verona

Fade (englisch für „verblassen“) ist ein Instrumentalstück des norwegischen DJs und Produzenten Alan Walker. Das Lied wurde erstmals am 19. November 2014 als Teil der Kompilation NCS: Uplifting über die britische Musikorganisation NoCopyrightSounds veröffentlicht. Parallel erschien das Lied auf der Website des Unternehmens als Freetrack sowie bei verschiedenen Musikstreamingdiensten. Der durch Electro-Pop und Electro-House beeinflusste Song verbuchte auf verschiedensten Plattformen große Erfolge, woraufhin Sony Music auf das Lied aufmerksam wurde und am 3. Dezember 2015 eine überarbeitete Version des Liedes mit Gesang der norwegischen Sängerin und Songwriterin Iselin Solheim veröffentlichte. Diese entwickelte sich zu einem weltweiten Erfolg und erreichte in über 15 Ländern Platz eins der Singlecharts.

## Hintergrund
Zu der Produktion von Fade wurde Walker von dem Lied Nova des niederländischen Produzenten Ahrix inspiriert. In einem Interview erzählte er, dass „die Melodie und die Art, wie der Track [Nova] sich entwickelt“, ihm als Grundlage für „Fade gedient hätte. Zusätzlichen Einfluss erfuhr er durch den Musikstil des norwegischen DJs und Musikproduzenten K-391. Das Lied bildet Alan Walkers erste Veröffentlichung seit seinem Vertrag, den er zwischen Sommer und Herbst 2014 bei der britischen Musik-Organisation NoCopyrightSounds unterzeichnete und war Teil der Kompilation NCS: Uplifting. Die auf dem Album angebotenen Lieder wurden parallel auf der Website des Unternehmens zum kostenlosen Download angeboten und erschienen als Single-Tracks auf Musikstreamingdiensten wie Spotify oder Napster. Die lizenzfreie Veröffentlichung ermöglichte, dass das Lied in unzähligen Webvideos verwendet wurde und dadurch starken Verbreitung erfuhr. Sowohl auf der Videoplattform YouTube, als auch in Portalen wie SoundCloud entwickelte sich Fade zu einem großen Erfolg und wurde allein auf YouTube mehr als 433 Millionen Mal aufgerufen (Stand: 16. März 2021).

## Musikalisches und Inhalt
Fade wird als eine Mischung aus Electro-Pop und EDM beschrieben. Zudem sind Einflüsse des Electro- und Progressive-House zu hören. Durch das langsame Tempo des Liedes mit 90 Schlägen pro Minute wird das Lied oft auch der Kategorie „Downtempo“ zugeordnet. Die Akkordfolge basiert auf Ebm–B–Gb–Db und wurden in der Tonart es-Moll geschrieben. In einem Interview mit dem US-amerikanischen Online-Magazin „The Knockturnal“ erzählte er, dass er „nicht“ wisse, „woher die Melodie gekommen“ wäre, er aber grundsätzlich „versuchen“ würde, seinen „Gefühlen und Emotionen den größten Einfluss auf seine Melodien“ zu widmen.
Faded
Nachdem sich Fade im Laufe des Jahres 2015 zu einem Erfolg entwickelt hatte, wurde MER Musikk, die schwedische Abteilung des Major Labels Sony Music, auf Walker aufmerksam und nahm ihn unter Vertrag. Das Label gab eine Vocal-Version des Tracks in Auftrag, dessen Text er gemeinsam mit verschiedenen Songwritern schrieb und der von der norwegischen Sängerin Iselin Solheim eingesungen wurde. Bei der Überarbeitung des Instrumentals sowie der finalen Produktion wurde er von dem norwegischen Popproduzenten Mood Melodies unterstützt. Das Resultat trug den Titel Faded und wurde erstmals am 3. Dezember 2015 veröffentlicht.
Am 12. Februar 2016 erschien mit Faded (Restrung) eine Akustikversion des Liedes. Diese wurde laut Alan Walker produziert, um die Stimmung des Textes besser zu verkörpern und Solheims Stimme stärker hervorzuheben. Zudem soll die fünf Sekunden längere Akustikversion eine andere Zielgruppe ansprechen, der vielleicht Gesang und Melodie gefällt, aber sich nicht mit den elektronischen Aspekten arrangieren kann. Das Wort „restrung“ ist eine flektierte Form des Wortes „restring“, welches das Aufziehen neuer Saiten auf ein Saiteninstrument beschreibt. Dies stellt somit metaphorisch eine Reproduktion des Liedes dar.
Eine Remix-EP folgte am 29. April 2016. Diese enthielt Neuinterpretationen von unter anderem Tiësto, Dash Berlin sowie Tungevaag & Raaban, welcher lange Zeit für einen Remix von W&W gehalten wurde. Zudem ist auf der EP eine Version zu finden, bei der neben Solheim auch US-Sänger und Rapper Luke Christopher zu hören ist. Zwischen Mai 2016 und Juli 2016 folgten weitere Remix-Versionen.
Der Text für die Vocal-Version von Fade wurde von Jesper Borgen, Anders Frøen und Gunnar Greve Pettersen geschrieben. Über den Text hinaus, wurde für Faded ebenfalls das Intro verändert, das nun von einem Piano eingeleitet wird. In der Restrung-Akustikversion sind lediglich ein Piano, Geigen und Solheims Gesang zu hören.
Der von Solheim gesungene Text beschreibt, wie das lyrische Ich eine nicht näher benannte Person vermisst. Es zweifelt an sich selbst und befürchtet, dass alles nur Einbildung wäre. Zudem vergleicht es das Verschwinden der besungenen Person mit Atlantis und dessen Verlorenheit im Meer. Der Schmerz, der durch das Verschwinden hervorgerufen wird, wird metaphorisch als verrückt spielende Dämonen beschrieben:
| „Where are you now Was it all in my fantasy Where are you now Were you only imaginary Where are you now Atlantis Under the sea Where are you now Another dream The monsters running wild inside of me I’m faded“ – Refrain, Originalauszug | „Wo bist du jetzt War es alles in meiner Fantasie Wo bist du jetzt Warst du nur Einbildung Wo bist du jetzt Atlantis Tief im Meer Wo bist du jetzt Noch ein Traum Die Dämonen in mir spielen verrückt Ich bin verblasst“ – Refrain, Übersetzung |

## Liveauftritte
Am 1. März 2016 traten Alan Walker und Iselin Solheim erstmals zusammen mit Faded auf und spielten das Lied gemeinsam bei der X-Games-Sportveranstaltung in Oslo. Der Auftritt wurde live im Fernsehen übertragen. Gemeinsam mit Zara Larsson trat Walker am 8. April 2016 bei der Echoverleihung in Deutschland auf. Dort spielten sie ein Medley von Faded und Never Forget You. Neben Alan Walker, der oftmals ein Tuch vor dem Gesicht trägt, sind eine große Anzahl an männlichen Personen zu sehen, die mit dem Rücken zum Publikum stehen und jeweils einen Hoodie tragen, auf dem das Logo des DJs zu sehen ist. Des Weiteren wurde das Lied sowohl im Original als auch in Remix-Form von verschiedenen DJs wie Hardwell, Tiësto oder Sander van Doorn bei Festivals oder Podcasts gespielt.

## Single
- Fade – Single

1. Fade – 4:24

- Faded – Single

1. Faded (Radio Edit) − 3:32
2. Faded (Instrumental Version) − 3:35

- Faded (Restrung)

1. Faded (Restrung) − 3:37

- Faded (Remixes)

1. Faded (Tiësto Deep-House Remix) − 4:29
2. Faded (Dash Berlin Remix) − 3:35
3. Faded (Tungevaag & Raaban Remix) − 4:11
4. Faded (Y&V Remix) − 4:33
5. Faded (Tiësto Northern Light Remix) − 4:10
6. Faded (Luke Christopher Remix) − 3:26

Faded (Remixes II)
1. Faded (Yung Bombs Remix) − 3:23
2. Faded (Slushii Remix) − 4:31

Faded (Lost Stories Remix)
1. Faded (Lost Stories Remix) − 3:31

- Unveröffentlichte Remixe (Auswahl)

1. Faded (Amice Remix) − 4:33
2. Faded (Da Tweekaz Remix) − 3:53
3. Faded (Darius & Finlay Remix) − 4:00
4. Faded (DserT Remix) – 2:32
5. Faded (Gestört aber geil Remix) − 3:57
6. Faded (Hardwell Remix) − 3:27
7. Faded (Kryder & Tom Staar Remix) − 2:04
8. Faded (Mich Remix) − 5:35
9. Faded (Osias Remix) − 3:01
10. Faded (PBH & Jack Shizzle Remix) − 3:07
11. Faded (Salazar Pakyo Remix) − 3:16

## Musikvideo
Das offizielle Musikvideo zu Faded wurde am 3. Dezember 2015 von Alan Walker selbst veröffentlicht. Es zeigt den schwedischen Schauspieler Shahab Salehi als Hauptperson. Das Video wurde von Bror Bror produziert und bearbeitet. Regie führten Tobias und Rikkard Häggbom, der auch als Kameramann aktiv war.
Das Video zeigt einen jungen Mann mit einem Rucksack und ein Foto des Hauses, in dem er aufgewachsen war. Weiterhin trägt er einen Hoodie und ein Tuch vor dem Mund, um sich zu schützen. Er befindet sich in einem Katastrophengebiet, das völlig verlassen ist. Große, zerstörte Gebäude und verfallene Strukturen sind dort zu sehen. Er durchsucht verzweifelt, aber erfolglos, die Gegend nach Lebenszeichen. Zudem versucht er den Ort auf dem Foto zu finden. Nachdem er das Elternhaus schließlich ruinös gefunden hat, lässt er das Foto niedergeschlagen fallen und macht Anzeichen, sich das Tuch vom Gesicht zu nehmen. Es wäre auch möglich, dass er sich lediglich die Tränen vom Gesicht wischen möchte. Bis heute wurde das Video auf YouTube über drei Milliarden Mal aufgerufen (Stand: 16. März 2021).
Das Musikvideo zur Restrung-Version zeigt Alan Walker am Piano und Iselin Solheim stehend vor einer Reihe Geigerinnen. Zum Ende des Videos steht Walker auf und man erkennt, dass das Video in einer der Ruinen gedreht wurde. Er geht eine Treppe hoch und verschwindet im Licht. Auch dieses Video wurde von Rikkard und Tobias Häggbom gedreht und von Bror Bror produziert.
Das Musikvideo wurde in Estland gefilmt und konzentriert sich in erster Linie auf Gebäude, die sich in einem verfallenen, verlassenen, oder schlechten Zustand befinden. Bemerkenswerte Standorte sind die Linnahall-Gebäude, die aus Kalkstein gebaut wurden, eine stillgelegte Textilfabrik in Tallinn, das ehemalige Steinbruch-Gefängnis auf Rummu sowie einige Standorte rund um die Stadt Paldiski. Die letzte Einstellung zeigt die Ruine eines Gebäudes in der Nähe der Küste der Pakri-Halbinsel.

## Rezensionen
Faded wurde überwiegend positiv bewertet. Bereits im Vorfeld wurden dem Lied sehr gute Chancen auf einen großen Hit eingeräumt, so schrieb Simon Kreß der Musikseite Dance-Charts: „Mit ‚Faded‘ hat Alan Walker zusammen mit der Vocalistin Iselin Solheim einen Radio-Hit produziert, der auch in den Clubs geeignet ist, zumindest für den Mainfloor. Die Stimmung, die Vocals und die Elemente machen ‚Faded‘ zu einem besonderen Lied, was sicher auch in Deutschland die Charts erobern wird.“ Anke van de Weyer vom Radiosender 1 Live beschrieb den Song als ein geniales Pendel zwischen Melancholie und Bassgeballer: „‚Faded‘ ist ein Spiel mit Spannungen und Stimmungen. Wird es zu gesetzt, zieht Alan Walker das Tempo an, wenn man gerade richtig im Partymodus ist, nimmt er wieder Geschwindigkeit raus“. Auch der Gesang von Solheim sowie dessen Harmonie mit dem Instrumental wurden sehr gelobt, so schrieb die Webseite vol.at: „Die Stimme der jungen Künstlerin Iselin Solheim passt perfekt ins Konzept“.

## Kommerzieller Erfolg

### Chartplatzierungen
Nachdem Fade bereits zu einem großen Erfolg auf sämtlichen Streaming-Plattformen geworden war, erlangte das Stück starke Popularität im kommerziellen Bereich. In seinem Heimatland Norwegen stieg das Lied bereits 2015 eine Woche nach Veröffentlichung auf Platz 19 ein. In der zweiten Woche gelang ihm dann der Sprung auf Platz eins. 2016 folgten über 15 Nummer-eins-Platzierungen weltweit, darunter in Deutschland, Spanien, Kroatien und Schweden, dazu kamen 10 weitere Top-10-Platzierungen. In Deutschland erreichte Faded ebenfalls für 13 Wochen die Chartspitze in den Dancecharts sowie für zwei Wochen die Spitzenposition in den Airplaycharts. Zudem stellte das Lied einen neuen Streaming-Rekord in Deutschland auf, so wurde Faded innerhalb von nur einer Woche 3,69 Millionen Mal gestreamt. Im Februar und März 2016 stand das Lied konstant auf Platz eins der Shazam-Charts.
| ChartsChartplatzierungen       | Höchstplatzierung | Wochen |
| ------------------------------ | ----------------- | ------ |
| Deutschland (GfK)              | 1 (60 Wo.)        | 60     |
| Norwegen (IFPI)                | 1 (64 Wo.)        | 64     |
| Österreich (Ö3)                | 1 (54 Wo.)        | 54     |
| Schweden (GLF)                 | 1 (77 Wo.)        | 77     |
| Schweiz (IFPI)                 | 1 (86 Wo.)        | 86     |
| Vereinigte Staaten (Billboard) | 80 (8 Wo.)        | 8      |
| Vereinigtes Königreich (OCC)   | 7 (42 Wo.)        | 42     |

| ChartsJahrescharts (2016)    | Platzierung |
| ---------------------------- | ----------- |
| Deutschland (GfK)            | 1           |
| Österreich (Ö3)              | 1           |
| Schweden (GLF)               | 1           |
| Schweiz (IFPI)               | 1           |
| Vereinigtes Königreich (OCC) | 28          |

| ChartsJahrescharts (2017) | Platzierung |
| ------------------------- | ----------- |
| Schweden (GLF)            | 99          |
| Schweiz (IFPI)            | 56          |

| ChartsJahrescharts (2010–2019) | Platzierung |
| ------------------------------ | ----------- |
| Österreich (Ö3)                | 16          |

### Auszeichnungen für Musikverkäufe
Faded wurde weltweit viermal mit Gold, 91 Mal mit Platin und dreimal mit Diamant ausgezeichnet. Damit wurde die Single über 11,3 Millionen Mal verkauft. 2023 wurde die Single in Deutschland mit einer siebenfachen Goldenen Schallplatte für über 1,4 Millionen verkaufte Einheiten ausgezeichnet. Damit ist es eine der meistverkauften Singles in Deutschland und der erfolgreichste Beitrag eines Norwegers überhaupt.
| Land/Region                  | Auszeichnungen für Musikverkäufe (Land/Region, Auszeichnung, Verkäufe) | Verkäufe   |
| ---------------------------- | ---------------------------------------------------------------------- | ---------- |
| Australien (ARIA)            | 7× Platin                                                              | 490.000    |
| Belgien (BRMA)               | 2× Platin                                                              | 60.000     |
| Chile (IFPI)                 | Platin                                                                 | 80.000     |
| Dänemark (IFPI)              | 4× Platin                                                              | 360.000    |
| Deutschland (BVMI)           | 7× Gold                                                                | 1.400.000  |
| Finnland (IFPI)              | Platin                                                                 | 40.000     |
| Frankreich (SNEP)            | Gold                                                                   | 66.666     |
| Italien (FIMI)               | 9× Platin                                                              | 450.000    |
| Kanada (MC)                  | 8× Platin                                                              | 640.000    |
| Malaysia (RIM)               | 3× Platin                                                              | 600.000    |
| Mexiko (AMPROFON)            | Diamant · + 9× Gold                                                    | 570.000    |
| Neuseeland (RMNZ)            | 5× Platin                                                              | 150.000    |
| Niederlande (NVPI)           | Platin                                                                 | 40.000     |
| Norwegen (IFPI)              | 11× Platin                                                             | 440.000    |
| Österreich (IFPI)            | 3× Platin                                                              | 90.000     |
| Peru (UNIMPRO)               | 2× Platin                                                              | 12.000     |
| Polen (ZPAV)                 | 2× Diamant                                                             | 200.000    |
| Portugal (AFP)               | 2× Platin                                                              | 20.000     |
| Schweden (IFPI)              | 13× Platin                                                             | 520.000    |
| Schweiz (IFPI)               | 5× Platin                                                              | 150.000    |
| Spanien (Promusicae)         | 4× Platin                                                              | 160.000    |
| Südafrika (RISA)             | Gold                                                                   | 10.000     |
| Vereinigte Staaten (RIAA)    | 3× Platin                                                              | 3.000.000  |
| Vereinigtes Königreich (BPI) | 3× Platin                                                              | 1.800.000  |
| Insgesamt                    | 4× Gold · 94× Platin · 3× Diamant ·                                    | 11.348.666 |